# Ulkebøl Sogn
Ulkebøl Sogn ist eine Kirchspielsgemeinde (dän.: Sogn)  in Nordschleswig im südlichen Dänemark. Bis 1970 gehörte sie zur Harde Als Sønder Herred im damaligen Aabenraa-Sønderborg Amt, danach zur Sønderborg Kommune im damaligen Sønderjyllands Amt, die im Zuge der Kommunalreform zum 1. Januar 2007 in der „neuen“  Sønderborg Kommune in der Region Syddanmark aufgegangen ist.
Im Kirchspiel leben 5827 Menschen (Stand:1. Januar 2023), der Großteil davon Einwohner von Sønderborg, das sich mittlerweile bis weit ins Gemeindegebiet hinein ausgedehnt hat.

## Persönlichkeiten
- Helene Jacobsen (1888–1927), Lithografin und Malerin in Kopenhagen